# Northallerton
Northallerton er grevskabshovedstad (County town) i Hambleton-distriktet, North Yorkshire, England, med et indbyggertal (pr. 2015) på 16.829. Byen ligger 327 km fra London. Den nævnes i Domesday Book fra 1086, hvor den kaldes Alreton/Aluerton/Aluertone/Aluretune.